# Heriades nasiferus
Heriades nasiferus är en biart som beskrevs av Cockerell 1946. Heriades nasiferus ingår i släktet väggbin, och familjen buksamlarbin. Inga underarter finns listade i Catalogue of Life.